# Немања Човић
Немања Човић (Нови Сад, 18. јун 1991) је српски фудбалер. Игра на позицији нападача.

## Каријера

### Клупска
Прве фудбалске кораке је направио у беочинском Цементу, за чији први тим је дебитовао са 16 година, док се клуб такмичио у Војвођанској лиги. Током 2008. године је прешао у новосадски Пролетер, са којим у сезони 2008/09. осваја прво место у Српској лиги Војводине. Провео је у Пролетеру и први део такмичарске 2009/10. у Првој лиги Србије, да би током зимског прелазног рока 2010. године отишао на пробу у италијанску Парму. На проби је задовољио челнике Парме, па је потписао уговор на четири и по године.
Није добио прилику да дебитује за Парму, па се већ у јулу 2011. вратио у Нови Сад и потписао за Војводину. За Војводину је наступио у двомечу другог кола квалификација за Лигу Европе против лихтенштајнског Вадуца, као и у првом колу такмичарске 2011/12. у Суперлиги Србије. Након тога је прешао у суботички Спартак, где је провео наредне две године. Током првог дела сезоне 2013/14. је наступао за тадашњег суперлигаша Доњи Срем из Пећинаца, а током 2014. је био у Казахстану где је играо за Спартак Семеј.
У јесењем делу сезоне 2014/15. је поново носио дрес новосадског Пролетера, а почетком 2015. прелази у белоруски Шахтјор из Солигорска. Исте године се вратио у Пролетер, а потом је имао иностране ангажмане у белоруском Минску (у два наврата) и грчком друголигашу Ламији. Почетком 2018. по четврти пут постаје играч Пролетера. Са Пролетером је у сезони 2017/18. освојио прво место у Првој лиги Србије, чиме је изборен историјски пласман у Суперлигу Србије. Човић је у дресу Пролетера, током сезоне 2018/19, на 34 суперлигашке утакмице постигао десет голова.
У јулу 2019. потписује уговор са Војводином. Недуго по доласку је доживео тешку повреду, због које је пропустио цео јесењи део сезоне 2019/20. Заиграо је за Војводину од пролећног дела шампионата. Са Војводином је освојио  Куп Србије за 2019/20. По избору навијача, Човић је проглашен за најбољег играча Војводине за сезону 2020/21. Напустио је Војводину у априлу 2022. године када је прешао у кинеског друголигаша Куншан.

### Репрезентативна
Човић је у јануару 2021. добио позив вршиоца дужности селектора, Илије Столице, за учешће на турнеји репрезентације Србије, састављене претежно од фудбалера из домаће Суперлиге. Дебитовао је истог месеца на пријатељском сусрету са Доминиканском Републиком у Санто Домингу. Наступио је и неколико дана касније, против Панаме, а након изласка Слободана Урошевића из игре понео је и капитенску траку.

## Статистика

### Репрезентативна
Ажурирано 31. јануара 2021.
| Србија | Србија  | Србија |
| Године | Наступа | Голова |
| ------ | ------- | ------ |
| 2021.  | 2       | 0      |
| Укупно | 2       | 0      |

## Успеси
Пролетер Нови Сад
- Српска лига Војводина : 2008/09.
- Прва лига Србије : 2017/18.

Војводина
- Куп Србије : 2019/20.